# District de Mirande
Le district de Mirande est une ancienne division territoriale française du département du Gers de 1790 à 1795. Il est créé par le décret de l'Assemblée nationale du 28 janvier 1790.

## Composition
Il était composé des cantons de Mirande, Bassoues, Lisle Arbechan, Marciac, Masseube, Mielan, Mondastarac, Montesquiou et Villecomtal formant 150 communes.